# 베터호른
베터호른(Wetterhorn)은 스위스 알프스의 해발 3,692m의 봉우리로 그린델발트 마을 위로 우뚝 솟아나 있다. 이전에는 하슬레 융프라우(Hasle Jungfrau)로 알려지기도 했으며, 이 산은 베터호르너(Wetterhörner)라는 명칭을 가진 산에 있는 3개의 봉우리 중 하나이다. 가장 높은 봉우리는 미텔호른(Mittelhorn, 3,704m)이고, 가장 낮고 가장 먼 것은 로젠호른(Rosenhorn, 3,689m)이다. 로젠호른봉은 그린델발트 대부분 지역에서 관측되지 않는다.
그로세 샤이덱 고개는 베터호른과 슈바르츠호른 사이에서 북쪽으로 고개를 가로지른다.

## 등정
베터호른 정상은 1844년 8월 31일에 그린델발트 가이드 한스 야운(Hans Jaun)과 멜키오르 반홀처(Melchior Bannholzer)에 의해 처음 도달했는데, 이들은 지질학자 에듀아르 데소(Édouard Desor)가 조직한 대규모 일행을 로젠호른의 첫 등정으로 공동 안내한 지 3일 만에 이루어졌다. 미텔호른(Mittelhorn)은 1845년 7월 9일 같은 가이드에 의해 처음으로 정상에 올랐다. 이번에는 세 번째 가이드인 카스파 압프란알프(Kaspar Abplanalp)와 영국 등반가 스탄호프 템플만 시피어(Stanhope Templeman Speer)가 동행했다. 스코틀랜드 의사의 아들인 스피어는 스위스 인터라켄에서 살았다.
1854년 9월, 자신이 첫 등정을 했다고 분명히 믿었던 알프레드 윌리스(Alfred Wills)가 포함된 일행의 정상 등정은 영국에서 많은 축하를 받았다. 윌리스는 그의 책 《알프스 고지에서 헤메이며》(Wanderings between High Alps, 1856년 출판)에서 이 여행에 대한 설명을 통해 영국에서 등산을 유행시켰고, 영국 등반가들이 알프스를 체계적으로 탐험한 이른바 알피니즘(alpinism)의 황금시대를 열었다. 그 당시에는 여러 차례 등반이 잘 기록되어 있고 정상까지 안내되었다는 사실에도 불구하고 윌리스는 1912년 사망 기사에서 “확실히 베터호른의 진정한 최고봉(즉, 3,692m 정상)에 섰다고 자신 있게 말할 수 있는 최초의 사람”으로 칭송받았다. 후속 정오표에서, 편집자들은 두 차례의 더 빠른 등정을 인정했지만, 그의 여전히 “최초로 완전히 성공한” 것으로 간주했다.
1866년에 루시 워커(Lucy Walker)는 기록된 최초의 여성으로 정상에 올랐다.
24세의 영국 산악인 윌리엄 펜홀(William Penhal)과 그의 마이링엔 가이드 안드레아스 모러(Andreas Maurer)는 1882년 8월 3일 베터호른의 높은 곳에서 눈사태로 사망했다.
유명한 가이드이자, 그린델발트 토박이인 크리스트안 알머(Christian Almer)는 1868년 메타 브레부트(Meta Brevoort)와 그녀의 조카 쿨리지와 함께 한 많은 여행 중 첫 번째 여행을 포함하여 평생 여러 번 산에 올랐다. 그의 마지막 등정은 1898년 정상 등정으로 그들의 금혼일을 기념하기 위해 72세에 아내와 함께였다.
윈스턴 처칠은 1894년에 베터호른을 등반했다.

## 공중 트램웨이
워터호른 정상은 공중 트램웨이를 운반하는 세계 최초의 승객 터미널이었지만, 1/4만 건설되었고, 제1차 세계 대전이 시작될 때까지 운영되었다.